# عشق در یک نگاه (فیلم ۱۹۷۷)
عشق در یک نگاه (روسی: Любовь с первого взгляда) یک فیلم در سبک کمدی و محصول گرجستان/شوروی در سال ۱۹۷۷ می‌باشد.